# Azias
Azias es una freguesia portuguesa del concelho de Ponte da Barca, con 14,62 km² de superficie y 422 habitantes (2001). Su densidad de población es de 28,9 hab/km².